# Der Winkel von Hahrdt

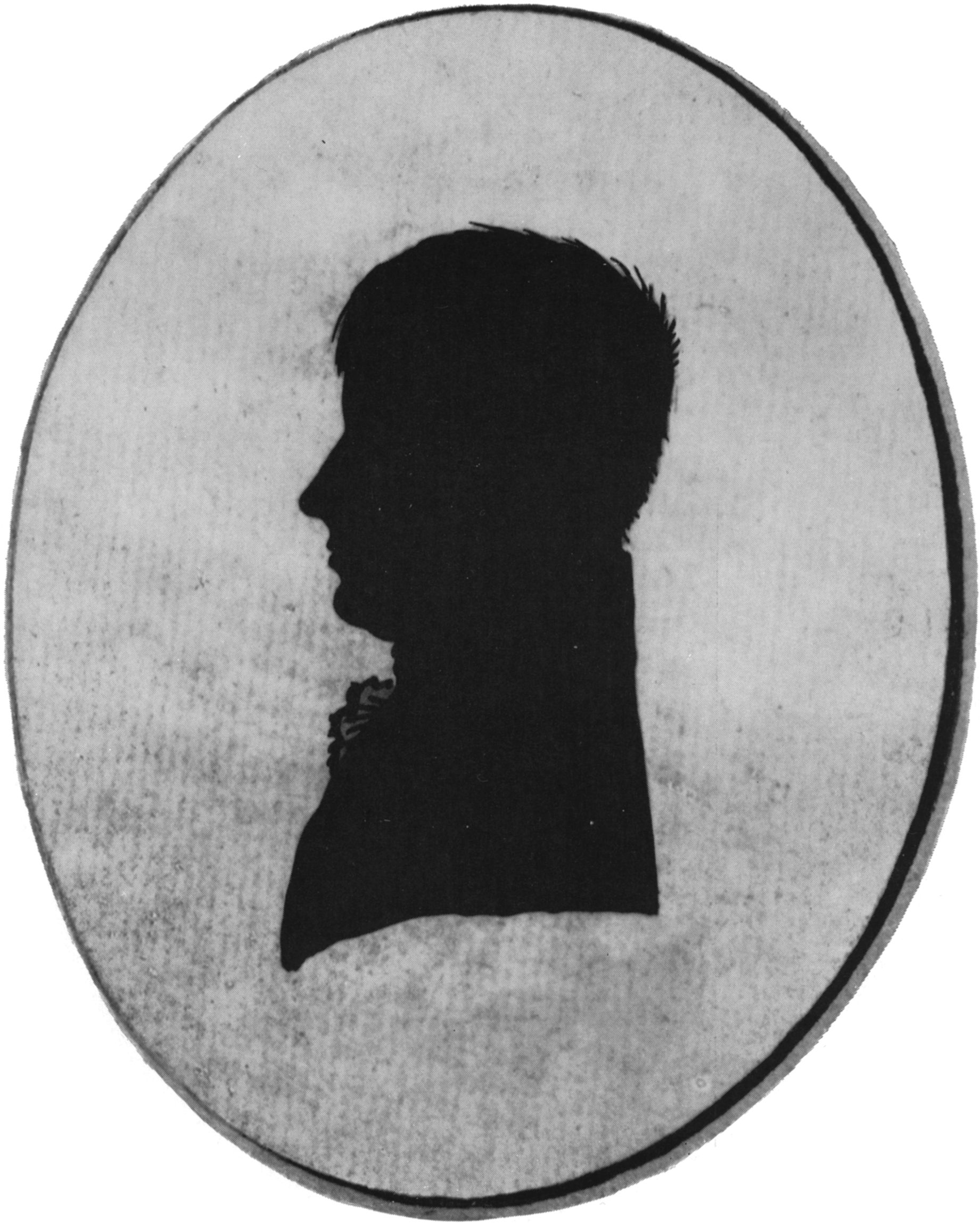
Friedrich Hölderlin um 1797. Kennzeichnend der hochgestellte Rockkragen und das modisch kurzgeschnittene, in die Stirn fallende Haar

Der Winkel von Hahrdt ist ein Gedicht von Friedrich Hölderlin. Es ist das letzte von neun Gedichten eines Zyklus, den Hölderlin brieflich als Nachtgesänge bezeichnet hat.

## Entstehung und Überlieferung
Der Keim des Gedichts entstand in Hölderlins früher Jugend. Sein späterer Herausgeber Christoph Theodor Schwab (1821–1883) berichtet 1846: „In der Felsenspalte bei dem benachbarten, durch Wilh. Hauffs Pfeifer bekannt gewordenen Dörfchen Hart, wo einst Herzog Ulrich von Württemberg sich vor den Spähern des schwäbischen Bundes geborgen, las er dem zärtlich geliebten Halbbruder manchmal begeistert aus Klopstocks Hermannsschlacht vor und dem ‚Winkel von Hart‘ war auch eines seiner ersten Gedichte gewidmet, das jedoch mit vielen andern durch die Nachlässigkeit eines Freundes verloren gegangen seyn soll.“ An diese Ausflüge mit dem jüngeren Halbbruder Karl Gok erinnerte sich Hölderlin im August und September 1796 auf einer Reise mit der Familie Susette Gontards, seiner Diotima, nach Bad Driburg, nah dem vermuteten Ort der „Hermannsschlacht“ im Teutoburger Wald. Am 15. Oktober 1796 schrieb er an Karl Gok: „Was Dich besonders freuen wird, ist, daß ich sagen kann, daß wir wahrscheinlich nur eine halbe Stunde von dem Thale wohnten, wo Hermann die Legionen des Varus schlug. Ich dachte, wie ich an dieser Stelle stand, an den schönen Maitagnachmittag, wo wir im Walde bei Hahrd bei einem Kruge Obstwein auf dem Felsen die Hermannsschlacht zusammen lasen. Das waren doch immer goldne Spaziergänge, Lieber, Treuer“.
Das im Gegensatz zu jenem frühen überlieferte Gedicht entstand dann spätestens Anfang 1804. Eine Handschrift ist nicht bekannt. Der erste Textzeuge ist der Druck der Nachtgesänge im Taschenbuch für das Jahr 1805. Der Liebe und Freundschaft gewidmet des Frankfurter Verlegers Friedrich Wilmans. Im Taschenbuch sind die Gedichte allerdings nicht Nachtgesänge, sondern einfach „Gedichte. Von Fr. Hölderlin“ überschrieben. Der Winkel von Hahrdt ist das letzte der neun. Das nächste Mal wurde es wie alle Nachtgesänge 1846 in Christoph Theodor Schwabs „Friedrich Hölderlin’s sämmtliche Werke“ gedruckt, und zwar im zweiten Band in einer Abteilung „Gedichte aus der Zeit des Irrsinns“, dann wieder in der Propyläen-Ausgabe von Norbert von Hellingrath, Friedrich Seebaß (1887–1963) und Ludwig von Pigenot (1891–1976).

Aus Wilmans’ Taschenbuch
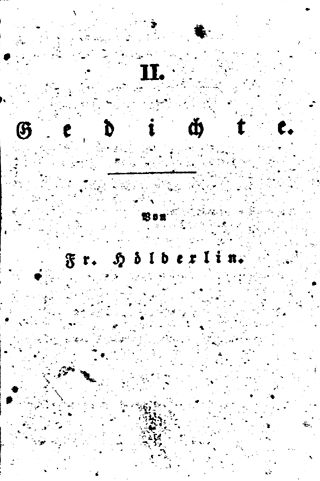
Titelseite der Nachtgesänge
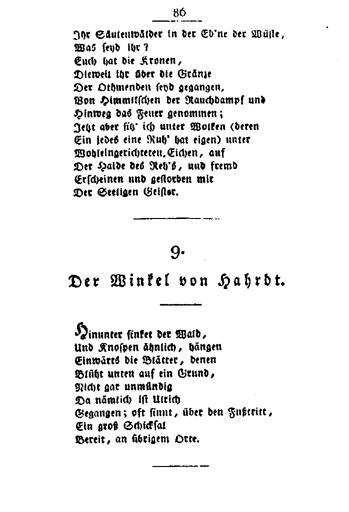
Der Winkel von Hahrdt

## Text
Der folgende Text ist der historisch-kritischen Stuttgarter Ausgabe von Friedrich Beissner, Adolf Beck und Ute Oelmann (* 1949) entnommen. Er weicht vom Taschenbuch ab, weil Beissner Hölderlins originale Schreibweise zu rekonstruieren versuchte. Beissner druckte deshalb „nemlich“ und „Schicksaal“ statt wie das Taschenbuch „nämlich“ und „Schicksal“ und setzte hinter „Nicht gar unmündig“ einen Punkt. Die neueren „Leseausgaben“ von Jochen Schmidt und Michael Knaupp bieten wieder (minimal) andere Versionen.
000000 Der Winkel von Hahrdt

0000Hinunter sinket der Wald,

0000Und Knospen ähnlich, hängen

0000Einwärts die Blätter, denen

0000Blüht unten auf ein Grund,

0500Nicht gar unmündig

0000Da nemlich ist Ulrich

0000Gegangen; oft sinnt, über den Fußtritt,

0000Ein groß Schicksaal

0000Bereit, an übrigem Orte.

## Württembergische Geschichte, Ort und Sage

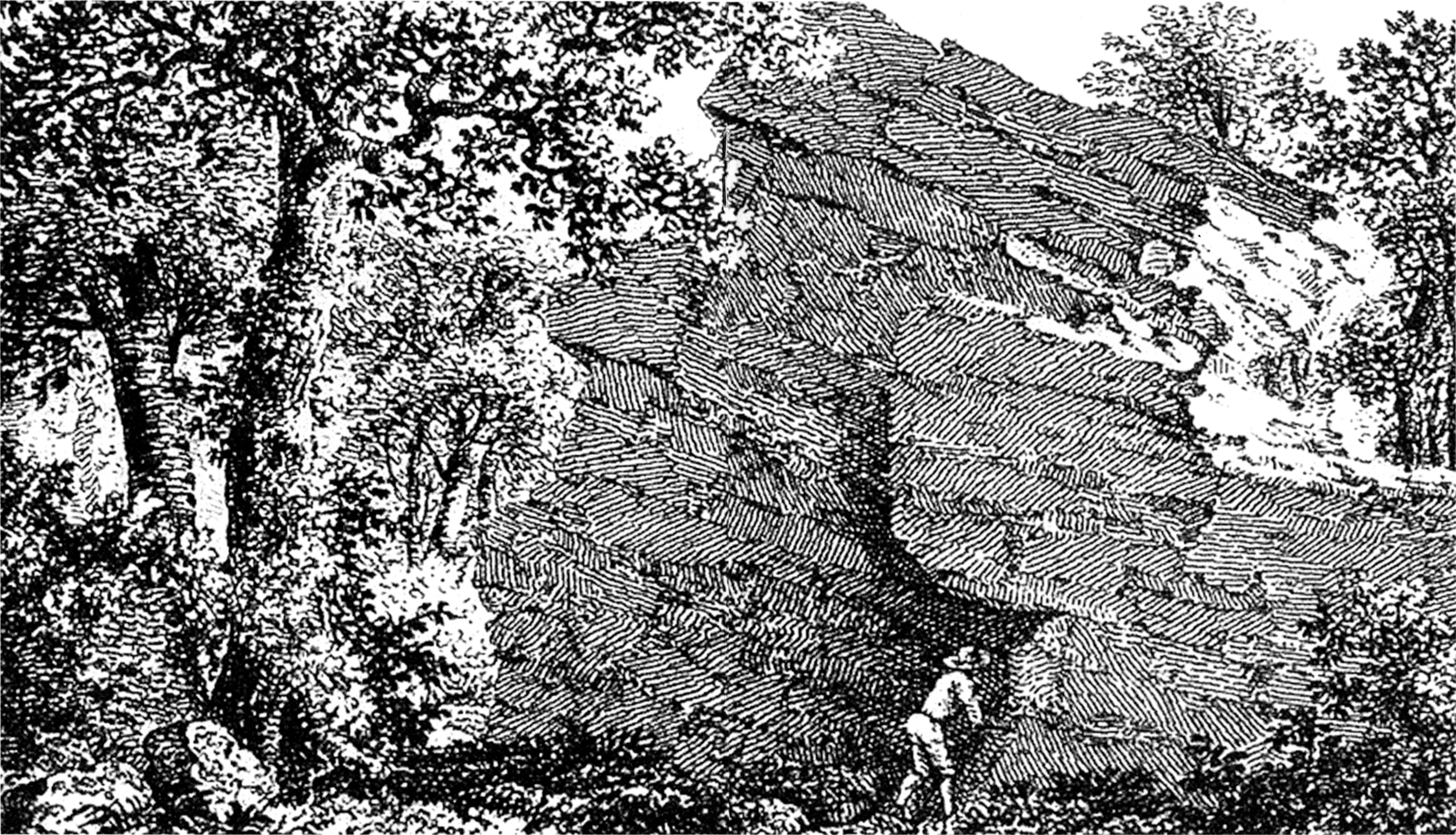
Der Ulrichstein 1814. Ätzdruck von August Seyffer
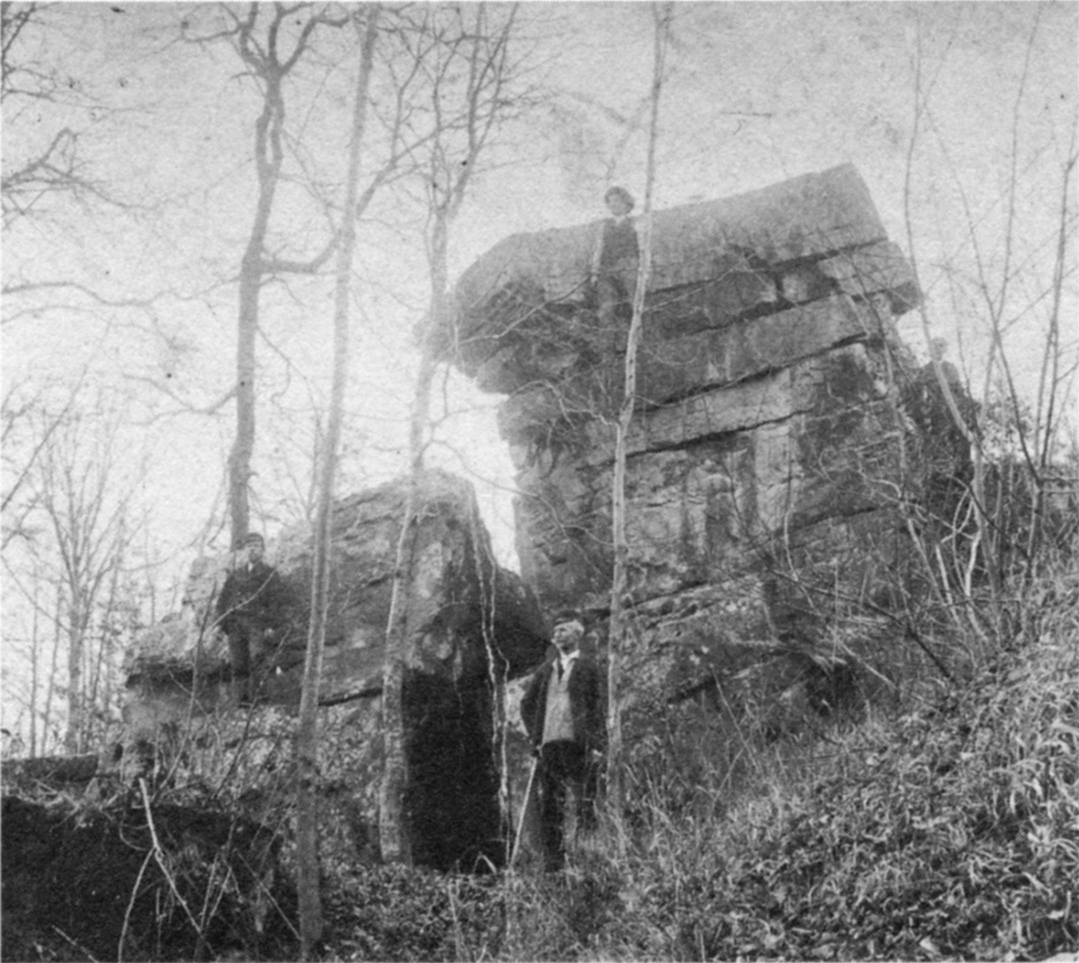
Der Ulrichstein um 1900

Die Eigennamen „Hahrdt“ und „Ulrich“ erschließen nur einem mit der württembergischen Geschichte Vertrauten das Äußere des Gedichts. Im Jahr 1519 vertrieb der Schwäbische Bund den Herzog Ulrich von Württemberg. Ulrich wurde verbannt und Württemberg dem Haus Habsburg unterstellt. 1534 erhielt Ulrich sein Herzogsamt zurück. Gleich darauf führte er in Württemberg die Reformation ein. Auf der Flucht 1519 war er durch „Hahrdt“ gekommen, heute „Hardt“ geschrieben und Stadtteil von Nürtingen. Auf der Gemarkung des Dorfs liegen nördlich des Flüsschens Aich Felsen aus Rhätsandstein über Knollenmergel, auf dem sie langsam zu Tal gleiten. Ein großer Klotz trägt den Namen Ulrichstein. In seiner Nähe wurde bis Mitte des 20. Jahrhunderts der Rhätsandstein abgebaut. Die Sage, wie der Ulrichstein zum „Winkel“, Schlupfwinkel Herzog Ulrichs wurde, hat 1787 ein Oberensinger Pfarrer festgehalten: „<...> die Ulrichs-Höhle, oder der hohle Stein, ein waldichter Grund, wenige Schritte hinter Hardt, westwärts gegen Grötzingen gelegen. Herzog Ulrich verbarg sich daselbst einige Tage auf der Flucht, und wurde von 4 Hardter Bürgern (aus so vielen bestand der ganze Hof damals) mit Lebensmitteln erhalten; er bot ihnen dafür eine Gnadenbezeugung an.“
Gustav Schwab gestaltete die Sage 1815 zu der Ballade Der Hohlenstein in Schwaben. Die Verbannung wird darin zu einer Zeit der Läuterung, in der sich Ulrich nach einer maßlosen, unbeherrschten Jugend zu einem guten Fürsten wandelt. Wilhelm Hauffs Roman von 1826 Lichtenstein fügte den „Pfeifer von Hardt“ hinzu, der Ulrich in allen Gefahren treu zur Seite steht. In einer Sagensammlung von 1926 schließlich spinnt eine Spinne ihr Netz über Ulrichs Versteck und rettet ihm so das Leben. „Die moderne Geschichtsschreibung <...> vermeidet jegliche Verherrlichung Ulrichs, und zeichnet das bedrückende Portrait eines jähzornigen Machtmenschen, der allerdings nicht frei von Charisma war.“

## Interpretation
Abgesehen von den Kommentaren der Gesamtausgaben der Gedichte – grundlegend Friedrich Beissner – ist Der Winkel von Hahrdt von Wolfgang Binder und später Martin Anderle, Michael Gehrmann, Christine Ivanovic, Karl Maurer, Peter Härtling und Angela Wagner-Gnan interpretiert worden. Kenntnisse von Geschichte, Ort und Sage, schreibt Binder, „beseitigen die äußere Dunkelheit des Gedichts, aber die eigentümliche Faszination seiner Verse verstärken sie eher“.
Wie die in den Nachtgesängen vorangehenden Gedichte Hälfte des Lebens und Lebensalter und im Gegensatz zu den ersten sechs Gedichten, die Oden sind, ist Der Winkel von Hahrdt in einem freien Rhythmus geschrieben. Das Gedicht gliedert sich in zwei Teile von je vier Versen (1–4 und 6–9), dazwischen der Mittelvers 5. Dessen Nachbarverse 4 und 6, die als einzige im Gedicht sechs Silben zählen, heben ihn rahmend hervor. Die ersten vier Verse geben ein Naturbild, die letzten vier eine Reflexion. Darin entspricht Der Winkel von Hahrdt der viel bekannteren Hälfte des Lebens, wo aber das Naturbild der ersten Hälfte von der Reflexion der zweiten Hälfte nicht durch einen Mittelvers getrennt (oder mit der Reflexion der zweiten Hälfte nicht durch einen Mittelvers verbunden) ist.
Die ersten vier Verse zeichnen nach Binder und den späteren Interpreten ein Herbstbild. Der heruntersinkende Wald meine das fallende Laub, die noch nicht abgefallenen Blätter hängen nach dem ersten Frost geschrumpft „einwärts“, der Boden blühe im Rot des Herbstlaubs. Doch trage dieser Herbst auch Züge des Frühlings, auf den die „Knospen“ und das „Blüht“ verweisen, „ein sehr Hölderlinscher Gedanke“. Der Herbst nehme die Farbe des Frühlings an wie das Abendrot die des Morgens. Er sei eine Zeit der Erinnerung, und um Erinnerung gehe es in dem Gedicht.
Zur Mittelzeile „Nicht gar unmündig.“, deren Punkt von ihm stammt, schreibt Beissner, der Vers beschließe das Landschaftsbild und leite zugleich, wie ein Doppelpunkt, zur „Deutung des sich hier aussprechenden ‚Schicksaals‘“ über. „Deswegen ist der ‚Grund‘ des Aichtals, durch das der Herzog über Nürtingen und Güterstein auf die Alb floh, nicht ganz ‚unmündig‘: er weiß etwas zu erzählen, obgleich er so unscheinbar sich darstellt.“ Binder ergänzt, Hölderlin meine mit „nicht unmündig“ wohl „nicht sprachlos“, doch gebe auch die etymologisch richtige Bedeutung „nicht schutzbedürftig, also selbständig“ einen guten Sinn. Seine Geschichte verleihe dem Ort „ein Selbstsein, das ihn vom bloßen Naturort unterscheidet.“
Der „Grund“ erzählt vom Schicksal Herzog Ulrichs, zu dessen „Fußtritt“ (Vers 7) der Volksmund eine Vertiefung im Fels des Ulrichsteins gemacht hat. Doch fehlen alle Ausschmückungen der Sage. Das „Schicksaal“ wird in der zweiten Gedichthälfte selbst Subjekt, „verselbständigt sich“: „oft sinnt <...> Ein groß Schicksaal“. Es sinnt, und der Dichter und der Leser sinnen mit ihm, über die Schicksale von Menschen und Ereignissen. Zunächst ist nach Christine Ivanovic „der im Gedicht erinnerte Ort für Hölderlin noch mit einem anderen, für die deutsche Geschichte weitaus bedeutenderen historischen Ereignis verbunden, dessen einstiger Vermittler ihm Klopstock gewesen war: die Hermannsschlacht.“ Jedoch greift die Reflexion weiter: „Über das in der Perspektive Hölderlins an diesen Ort geknüpfte Paradigma der Hermannsschlacht tritt zugleich mit dem vergangenen Schicksal des Herzogs Ulrich in potenzierter Weise die Idee des Vaterländischen hervor.“ Hölderlin rang in diesen Jahren um eine Gesamtdeutung der Geschichte. Die Kultur war ihm von Ost nach West, von Kleinasien über Griechenland nach Rom und schließlich über die Alpen gewandert, um hier, in „Hesperien“ – so seine Hoffnung – in einem neuen Göttertag zu kulminieren. In den Vaterländischen Gesängen sprach er diese Geschichtssicht feierlich, begeistert, in den Nachtgesängen still, melancholisch aus. Das „groß Schicksaal“ sinnt – und liegt bereit – „an übrigem Ort“, irgendwo schlechthin, an einem unscheinbaren Ort, an dem sich gleichwohl ein „groß Schicksaal“ ereignen kann.
„Jetzt versteht man den Sinn des Herbstbildes: Wie der Herbst an den Frühling erinnert und seine Wiederkehr verheißt, so erinnert sich das große Schicksal eines andern vor ihm und erhofft beider Erfüllung in einem künftigen Vaterland.“ Binder schließt: „Bereit zu sein und sich fürs Kommen des Morgens offen zu halten, ist das Äußerste, wozu ‚Nachtgesänge‘ zuletzt gelangen können.“ Ivanovic begleitet den „Winkel“ in die Gegenwart: „Gut zweihundertfünfzig Jahre nachdem der Herzog von Württemberg in der Felsspalte Unterschlupf gefunden hatte, sinnt Hölderlins Gedicht dessen ‚Fußtritt‘ nach; noch einmal zweihundert Jahre später ist das ursprüngliche Aussehen nur noch zu erahnen: Der weiche Boden hat den Felsen einstürzen lassen, die Spuren verschüttet. Was aber bleibt, ist das Gedicht, ‚[b]ereit, an übrigem Orte‘.“

## „Editorenkrieg“
Der Herausgeber der Frankfurter Ausgabe der Werke Hölderlins Dietrich Sattler hat Beissners Interpunktion von Vers 5 vehement widersprochen und eine cause célèbre der neueren Hölderlinforschung provoziert. Karl Maurer hat sie detailliert zusammengefasst. Der Punkt, so Sattler, schlage „Nicht gar unmündig“ dem „Grund“ zu, trenne die drei Wörter fälschlich von Herzog Ulrich, zerstöre so die Äquivalenz des Gedichts, lösche eine ihm eingeschriebene Denkfigur aus und ruiniere sein Gefüge. Beissner, so Sattler mit einem kryptischen Tertium Comparationis, weissage wie Kaiphas. Gehrmann kommentiert, eine Meinungsverschiedenheit werde „hochfahrend zu einem Editorenkrieg stilisiert“. Nach Maurer hat Hölderlin den Punkt absichtlich weggelassen. Doch blieben Beissners Kritiker die Erklärung schuldig, wieso der zum Zeitpunkt seiner Flucht zweiunddreißigjährige Herzog Ulrich „nicht gar unmündig“ genannt werden könne. Maurer hält die Zeile für ein Apokoinu, ein Scharnier, das sich auf das Vorangegangene wie das Nachfolgende beziehe. Als Beispiel führt er die Verse 94–96 von Hölderlins Friedensfeier
0000Und das Zeitbild, das der große Geist entfaltet,

0000Ein Zeichen liegts vor uns, daß zwischen ihm und andern

0000Ein Bündniß zwischen ihm und andern Mächten ist
sowie die Verse 99–101 von Der Rhein an:
0000Dann haben des eigenen Rechts

0000Und gewiß des himmlischen Feuers

0000Gespottet die Trozigen, <...>
„Nicht gar unmündig“ sei gemäß Beissner der „Grund“, der etwas zu erzählen weiß. Darüber hinaus aber sei der Vers als eine die Schlusssequenz Vers 6–9 eröffnende Anspielung auf Horazsche Oden zu lesen.

## Trivia
Über Erdrutsche am Ulrichstein berichtete das Schwäbische Tagblatt im Jahr 1993.
Der 2007 gegründete Verein „Hölderlin-Nürtingen“ hat einen 10,4 km langen, am Ulrichstein vorbeiführenden Rundwanderweg Nürtingen – Hardt – Oberensingen – Nürtingen eingerichtet.